# Campeonato Europeu de Esgrima de 2017
O XXX Campeonato Europeu de Esgrima celebrou-se na Tiblíssi (Geórgia) entre a 12 e a 17 de junho de 2017 baixo a organização da Confederação Europeia de Esgrima (CEE) e a Federação da Geórgia de Esgrima.
As competições realizaram-se no Palácio de Ginástica da capital georgiana.

## Calendário
| Junho de 2017       | Junho de 2017       | Lun 12 | Mar 13 | Mié 14 | Jue 15 | Vie 16 | Sáb 17 | Total |
| ------------------- | ------------------- | ------ | ------ | ------ | ------ | ------ | ------ | ----- |
| Florete individual  | Florete individual  | M      | F      |        |        |        |        | 2     |
| Espada individual   | Espada individual   |        | M      |        | F      |        |        | 2     |
| Sable individual    | Sable individual    | F      |        |        | M      |        |        | 2     |
| Florete por equipas | Florete por equipas |        |        | M      |        | F      |        | 2     |
| Espada por equipas  | Espada por equipas  |        |        |        |        | M      | F      | 2     |
| Sable por equipas   | Sable por equipas   |        |        | F      |        |        | M      | 2     |
| Finais por dia      | Finais por dia      | 2      | 2      | 2      | 2      | 2      | 2      | 12    |

## Medalhistas

### Masculino
| Evento                      | Ouro                                                                                   | Prata                                                                             | Bronze                                                                    |
| --------------------------- | -------------------------------------------------------------------------------------- | --------------------------------------------------------------------------------- | ------------------------------------------------------------------------- |
| Florete individual (12.06)  | Daniele Garozzo · Itália                                                               | Timur Safin · Rússia                                                              | Giorgio Avola · Itália · Jérémy Cadot · França                            |
| Florete por equipas (14.06) | Erwann Le Péchoux · Jérémy Cadot · Julien Mertine · Enzo Lefort · França               | Dmitri Zherebchenko · Alexei Cheremisinov · Timur Safin · Timur Arslanov · Rússia | Lorenzo Nista · Daniele Garozzo · Giorgio Avola · Alessio Foconi · Itália |
| Espada individual (13.06)   | Yannick Borel · França                                                                 | Paolo Pizzo · Itália                                                              | Serguei Jodos · Rússia · Nikolai Novosjolov · Estónia                     |
| Espada por equipas (16.06)  | Nikita Glazkov · Serguei Jodos · Pavel Sujov · Serguei Bida · Rússia                   | Anatoli Herei · Maxym Jvorost · Bohdan Nikishyn · Volodymyr Stankevych · Ucrânia  | Jiří Beran · Pavel Pitra · Richard Pokorný · Martin Rubeš · Chéquia       |
| Sable individual (15.06)    | Max Hartung · Alemanha                                                                 | Áron Szilágyi · Hungria                                                           | Luca Curatoli · Itália · Sandro Bazadze · Geórgia                         |
| Sable por equipas (17.06)   | Vladislav Pozdniakov · Kamil Ibraguimov · Dmitri Danilenko · Alexei Yakimenko · Rússia | Luigi Samele · Aldo Montano · Luca Curatoli · Enrico Berrè · Itália               | Áron Szilágyi · András Szatmári · Csanád Gémesi · Tamás Decsi · Hungria   |

### Feminino
| Evento                      | Ouro                                                                         | Prata                                                                                   | Bronze                                                                   |
| --------------------------- | ---------------------------------------------------------------------------- | --------------------------------------------------------------------------------------- | ------------------------------------------------------------------------ |
| Florete individual (13.06)  | Arianna Errigo · Itália                                                      | Inna Deriglazova · Rússia                                                               | Alice Volpi · Itália · Ysaora Thibus · França                            |
| Florete por equipas (16.06) | Alice Volpi · Martina Batini · Camilla Mancini · Arianna Errigo · Itália     | Adelina Zaguidulina · Svetlana Tripapina · Marta Martianova · Inna Deriglazova · Rússia | Anne Sauer · Eva Hampel · Carolin Golubytskyi · Leonie Ebert · Alemanha  |
| Espada individual (15.06)   | Violetta Kolobova · Rússia                                                   | Alexandra Ndolo · Alemanha                                                              | Julia Beljajeva · Estónia · Emese Szász-Kovács · Hungria                 |
| Espada por equipas (17.06)  | Mélissa Goram · Auriane Mallo · Lauren Rembi · Coraline Vitalis · França     | Tatiana Gudkova · Violetta Kolobova · Daria Martyniuk · Yana Zvereva · Rússia           | Adela Danciu · Raluca Sbîrcia · Amalia Tătăran · Greta Vereș · Roménia   |
| Sable individual (12.06)    | Teodora Kajiani · Geórgia                                                    | Rossella Gregorio · Itália                                                              | Liza Pusztai · Hungria · Bianca Pascu · Roménia                          |
| Sable por equipas (14.06)   | Martina Criscio · Rossella Gregorio · Loreta Gulotta · Irene Vecchi · Itália | Anna Bashta · Anastasiya Bazhenova · Yana Yegorian · Sofia Pozdniakova · Rússia         | Sara Balzer · Cécilia Berder · Manon Brunet · Charlotte Lembach · França |

## Medalheiro
| Ordem | País     | Medalha de ouro | Medalha de prata | Medalha de bronze | Total |
| ----- | -------- | --------------- | ---------------- | ----------------- | ----- |
| 1     | Itália   | 4               | 3                | 4                 | 11    |
| 2     | Rússia   | 3               | 6                | 1                 | 10    |
| 3     | França   | 3               | 0                | 3                 | 6     |
| 4     | Alemanha | 1               | 1                | 1                 | 3     |
| 5     | Geórgia  | 1               | 0                | 1                 | 2     |
| 6     | Hungria  | 0               | 1                | 3                 | 4     |
| 7     | Ucrânia  | 0               | 1                | 0                 | 1     |
| 8     | Estónia  | 0               | 0                | 2                 | 2     |
| 8     | Roménia  | 0               | 0                | 2                 | 2     |
| 10    | Chéquia  | 0               | 0                | 1                 | 1     |
|       | TOTAL    | 12              | 12               | 18                | 42    |